# Interventionen
Interventionen ist der Titel eines 2008 erschienenen Buchs von Noam Chomsky.
Das Buch ist eine Kritik an die Weltwirtschaftsordnung der Weltmacht USA.
Chomsky stellt die Möglichkeiten jedes Einzelnen, Widerstand zu leisten, in den Vordergrund. Nach seiner Auffassung lehrt die jüngste Geschichte, dass Rechte nicht garantiert werden, sondern erkämpft werden müssen. Chomsky will den Leser dazu ermuntern, sich für mehr Gerechtigkeit, Menschenrechte und Demokratie einzusetzen. 

## Rezensionen
„»Amerika braucht einen unkorrumpierbaren Intellektuellen wie Chomsky, der ihm den Spiegel vorhält, in welchem es sich ungeschminkt erkennen kann – wenn es denn will. Und der Rest der Welt brauch Chomsky, um sich immer wieder zu vergewissern, dass Amerika etwas anderes zu bieten hat als das, was wir am wenigsten an ihm lieben.«
Hans-Martin Lohmann, Die Zeit“

„»In ›Interventionen‹ geht es um Bushs Regierungszeit, die sich bekanntermaßen dem Ende zuneigt. Aber die Analysen zum elften September, zum Irakfeldzug, zu Afghanistan, zur Weltwirtschaftsordnung wirken dennoch nicht überholt, weil Chomsky überall die tiefer liegenden Kontinuitäten der US-Außenpolitik freilegt. (…) Die ›Interventionen‹ leisten aufklärerische Nadelstiche gegen selbstherrliche Dickhäuter im Weißen Haus. Chomskys Texte bleiben notwendige intellektuelle Drohnen, die den Machtsumpf in Washington öffentlichkeitswirksam überwachen.«“

„»Mit all der Schlagkraft seiner wichtigen Gedanken kritisiert Chomsky die vorherrschende Gedankenlosigkeit und demaskiert die Heuchelei einer Weltmacht, die weltweit ein rücksichtsloses Vorgehen im Namen der Demokratie praktiziert.«“